# Yogev Ohayon
Yogev Ohayon (en hebreo, יוגב אוחיון, Safed, 24 de abril de 1987) es un baloncestista israelí que pertenece a la plantilla del Ironi Nahariya de la Ligat ha'Al, la primera categoría del baloncesto de su país. Con 1,91 metros de estatura, juega en la posición de base.

## Trayectoria deportiva

### Profesional
Comenzó en el baloncesto en las categorías inferiores del Hapoel Galil Elyon, llegando finalmente al primer equipo en 2004, con 17 años de edad. Jugó cuatro temporadas, las dos últimas como base titular, promediando 9,3 puntos y 4,0 asistencias y 11,3 y 4,2 respectivamente.
En 2008 fichó por el Ironi Nahariya, donde jugó una temporada, en la que promedió 10,6 puntos y 4,3 asistencias por partido, marchándose al año saiguiente al Hapoel Jerusalem B.C., donde jugó dos temporadas. En julio de 2011 firmó por dos temporadas con el Maccabi Tel Aviv. En su primera temporada promedió 8,8 puntos y 3,0 rebotes por partido, y al término de la misma voló a Rusia para pasar reconocimiento médico previo a su fichaje por el Lokomotiv Kuban, pero el Maccabi denunció el hecho dado que el equipo ruso no había pagado su cláusula de rescisión de alrededor de 200.000 dólares. Finalmente, la FIBA dio la razón al equipo israelí, y Ohayon tuvo que volver a la disciplina de su equipo. Una semana después renovó con un contrato multianual.
Con el equipo macabeo ha ganado hasta el momento dos ligas, cinco copas, una Liga del Adriático y sobre todo la Euroliga de 2014, en la que derrotaron en la final al Real Madrid.
En la temporada 2021-22, firma por el Ironi Nahariya de la Ligat ha'Al, la primera categoría del baloncesto de su país.

### Selección nacional
Es un habitual de la selección de Israel desde la categoría sub-16. Con la selección absoluta ha disputado hasta la fecha tres Eurobasket, las ediciones de 2011, 2013 y 2015, consiguiendo en esta última su mejor clasificación, décimo puesto final, así como sus mejores estadísticas, promediando 5,3 puntos, 2,7 asistencias y 2,3 rebotes por partido.